# Kölcse
Kölcse is een plaats (nagyközség) en gemeente in het Hongaarse comitaat Szabolcs-Szatmár-Bereg. Kölcse telt 1406 inwoners (2001).